# Matt Frewer

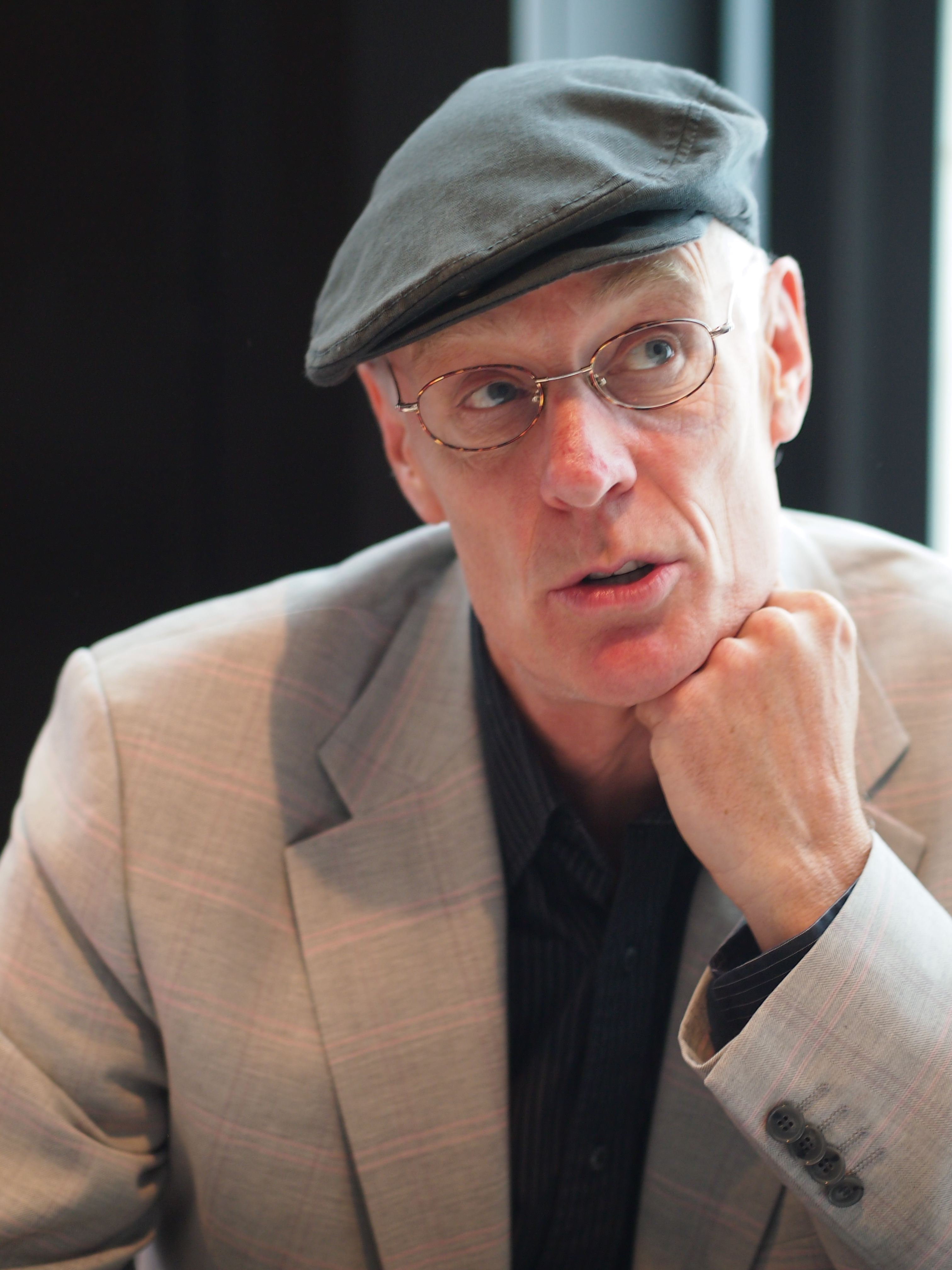
Matt Frewer (2013)

Matthew George „Matt“ Frewer (* 4. Januar 1958 in Washington, D.C.) ist ein kanadisch-US-amerikanischer Schauspieler.

## Leben
Frewer ist Sohn der Hausfrau Gillian Anne German und des ehemaligen Royal-Canadian-Navy-Offiziers Frederick Charlesley Frewer; sein Bruder Frederick Barry diente ebenfalls in der kanadischen Marine.
Nach seiner Geburt – im Alter von nur drei Wochen – zog die Familie nach Kanada. Frewer wuchs als eines von fünf Geschwistern in Peterborough in der Provinz Ontario auf und besuchte die private Lakefield College School, die auch sein späterer Schauspielerkollege Barclay Hope aus der Fernsehserie PSI Factor besucht hatte.
Nach dem Ende seiner Schulzeit lebte Frewer ab 1977 in England, um Schauspiel an der renommierten, von Laurence Olivier gegründeten Old Vic Theatre School in Bristol zu studieren, die er 1980 nach dreijähriger Ausbildung erfolgreich abschloss.
Seit 1984 ist Frewer mit der britischen Schauspielerin Amanda Hillwood verheiratet, mit der er ein Kind hat. Das Paar lebte ab 1989 in Marina del Rey und zog später nach Ottawa in Kanada. Frewer besitzt die Staatsbürgerschaft der Vereinigten Staaten (Birthright citizenship) und die Kanadas.

## Karriere

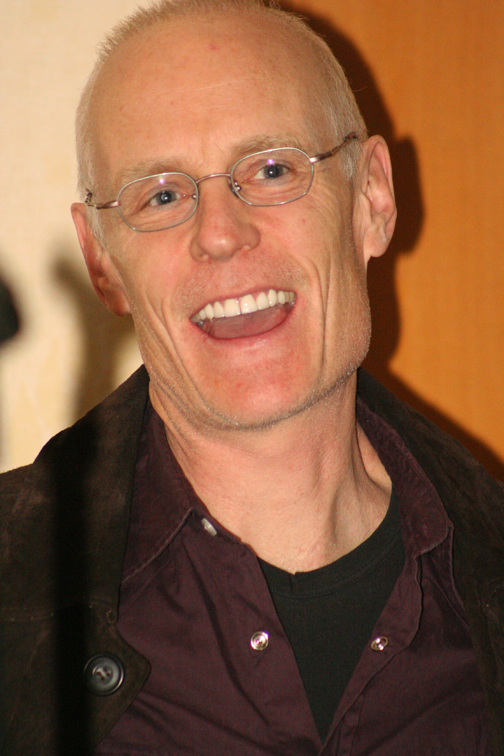
Frewer am 23. April 2007

Frewers Bühnen- und Filmlaufbahn begann 1983, und seitdem wirkte er in zahlreichen Produktionen mit.
Seine Filmdebüt hatte er in der Rolle eines Kadetten in dem Militärdrama Verflucht sei, was stark macht. Seine erste Rolle im Fernsehen folgte 1984 in der Miniserie The First Olympics: Athens 1896, in der er den US-amerikanischen Leichtathleten Francis Lane verkörperte, der am ersten Wettbewerb der ersten Olympischen Sommerspiele der Neuzeit teilnahm und Drittplatzierter wurde.
Mit dem knapp einstündigen Cyberpunk-Film Max Headroom (im Original Max Headroom: 20 Minutes into the Future) hatte Frewer im Jahr 1985 seinen Durchbruch. Im mit einem BAFTA Award und zwei Royal Television Society Awards ausgezeichneten Film spielte Frewer den Fernsehreporter Edison Carter vom fiktiven Network 23, der schwere Kopfverletzungen erleidet, als er bei einem Unfall mit einem „Max. Headroom 2.3m“-Schild kollidiert (engl. für „Max. Durchfahrtshöhe 2,3 m“). Auf Basis von Carters Erinnerungen wird der künstliche Charakter „Max Headroom“ erschaffen, ebenfalls von Frewer gespielt, der seine Rolle übernimmt und seine eigene Persönlichkeit entwickelt.
Aufgrund des Erfolgs spielte Frewer zwischen 1985 und 1987 in der britischen The Max Headroom Show die Figur in insgesamt drei Staffeln, diesmal als Musikvideos kommentierender Videojockey auf dem britischen Channel 4 – in der letzten Staffel auch in Interaktion mit Studiopublikum. Das Format erreichte Kultstatus und gewann 1986 einen BAFTA für die damals noch revolutionäre Grafik.
Ende 1986 kam es zu einer Neuverfilmung von Max Headroom: 20 Minutes into the Future als Pilotfilm für die ab Mitte 1987 in den Vereinigten Staaten ausgestrahlte und 14 Folgen umfassende Fernsehserie Max Headroom, die in einer dystopischen Zukunft spielt, in der eine Oligarchie von Fernsehnetzwerken die Welt regiert. Frewer trat in seiner Rolle zu dieser Zeit auch in zahlreichen anderen Formaten auf, so zugeschaltet in Talkshows, in Werbevideos für Coca-Cola („New Coke“) und im Musikvideo Paranoimia von Art of Noise. Im selben Jahr kam es zur „Max Headroom broadcast signal intrusion“ (auch „Max Headroom incident“), bei der das Fernsehsignal verschiedener Kabelnetzwerke in Chicago über mehrere Stunden durch eine bis heute unidentifizierte Person in Max Headroom-Maske gekapert wurde und viele Zuschauer verstörte.
Von 1989 bis 1991 spielte Frewer Dr. Mike Stratford in der US-amerikanischen Fernsehserie Doctor Doctor. Als „Mülleimermann“ (engl. Trashcan Man) war er 1994 in der Stephen-King-Verfilmung von The Stand – Das letzte Gefecht zu sehen; er hatte auch Rollen in weiteren Stephen King-Adaptionen wie Quicksilver Highway (1997), Riding the Bullet (2004), Desperation (2006) und 2011 im zweiteiligen Fernsehfilm Bag of Bones, der auf Kings Roman Sara basiert.
Zwischen 1997 und 2000 verkörperte er den „Office of Scientific Investigation and Research“-Agenten Matt Praeger in der Fernsehserie PSI Factor – Es geschieht jeden Tag.
Im Jahr 2000 bekam Frewer für seine Rolle als Frederick Banting in der Serie Mentors den Gemini Award in der Kategorie „Bester Darsteller in einem Kinderprogramm oder einer Kinderserie“ verliehen. Im gleichen Jahr war er auch für seine Gastrolle als Larry Williams in der Serie Da Vinci’s Inquest nominiert.
2006 übernahm er für zwei Staffeln die Rolle des Jim Taggert in der Fernsehserie Eureka – Die geheime Stadt und hatte Gastauftritte in späteren Staffeln der Serie. 2009 war er als Edgar Jacobi („Moloch“) in der Comic-Verfilmung Watchmen – Die Wächter zu sehen und als „Weißer Ritter“ in der zweiteiligen Kurzserie Alice im Wunderland. 2010 verkörperte er einen der vier apokalyptischen Reiter, die „Pestilenz“, in zwei Folgen der Fernsehserie Supernatural.
In den ersten beiden Staffeln der kanadischen Science-Fiction-Fernsehserie Orphan Black spielte er die Figur des Dr. Aldous Leekie zwischen 2013 und 2017. Im Film Pixels aus dem Jahr 2015 war Frewer erneut in seiner Rolle als „Max Headroom“ zu sehen.
In der jüngeren Vergangenheit verkörperte er den zweiten General in Steven Spielbergs Film The BFG aus dem Jahr 2016 und 2018 den Charakter Carnage in zwei Folgen der Serie Altered Carbon – Das Unsterblichkeitsprogramm des Streaming-Anbieters Netflix. Im selben Jahr wurde Frewer für die Netflix-Horrorserie The Order besetzt.
2019 spielte er Logan in der Fernsehserie Fear the Walking Dead.
Neben seiner Arbeit vor der Kamera arbeitete Frewer auch mehrfach als Synchronsprecher für Zeichentrickserien wie Batman: The Animated Series (1993) oder The Incredible Hulk (1996–1997).

## Filmografie (Auswahl)
- 1983: Der Sinn des Lebens (The Meaning of Life)
- 1985: Spione wie wir (Spies Like Us)
- 1986: Robin Hood (Robin of Sherwood, Fernsehserie, Folge 3x08)
- 1987: Ishtar
- 1987: Max Headroom (Fernsehserie, 14 Folgen)
- 1987: Das vierte Protokoll (The Fourth Protocol)
- 1988: Miami Vice Fernsehserie S05E01
- 1989: Cannonball Fieber – Auf dem Highway geht’s erst richtig los (Speed Zone!)
- 1989: Liebling, ich habe die Kinder geschrumpft (Honey, I Shrunk the Kids)
- 1989: Lolita Kill (Far from Home)
- 1990: Short Time – Nichts als Ärger mit dem Kamikaze-Cop (Short Time)
- 1991: Raumschiff Enterprise – Das nächste Jahrhundert (Star Trek: The Next Generation, Fernsehserie, Folge 5x09)
- 1993: Cool! – Endlich sind die Eltern weg (The Day My Parents Ran Away)
- 1993: Stephen Kings The Stand – Das letzte Gefecht (The Stand)
- 1995: National Lampoon’s Klassenfahrt (National Lampoon’s Senior Trip)
- 1996: Der Rasenmäher-Mann 2 – Beyond Cyberspace (Lawnmower Man 2: Beyond Cyberspace)
- 1996: Generation X
- 1996: Apollo 11
- 1997–1999: PSI Factor – Es geschieht jeden Tag (PSI Factor – Chronicles of the Paranormal, Fernsehserie, 49 Folgen)
- 2000: Der Hund von Baskerville (The Hound of the Baskervilles)
- 2001: Sherlock Holmes: Das Geheimnis des Königs / Skandal in Böhmen, Fernsehfilm
- 2001–2002: Mickys Clubhaus (House of Mouse, Fernsehserie, 6 Folgen, Stimme)
- 2002: Taken (Miniserie, 6 Folgen)
- 2002: Sherlock Holmes – Der Vampir von Whitechapel (The Case of the Whitechapel Vampire, Fernsehfilm)
- 2004: Dawn of the Dead
- 2005: Desperation (Stephen King’s Desperation)
- 2005–2007: Intelligence (Fernsehserie, 27 Folgen)
- 2006–2011: Eureka – Die geheime Stadt (Eureka, Fernsehserie, 18 Folgen)
- 2007: Weirdsville
- 2009: Watchmen – Die Wächter (Watchmen)
- 2009: Darfur
- 2009: Rampage
- 2009: Alice im Wunderland (Alice, Fernsehzweiteiler)
- 2010: How I Met Your Mother (Fernsehserie, Folge 5x17)
- 2010: Supernatural (Fernsehserie, 2 Folgen)
- 2010: Eine total verrückte Bescherung (Battle of the Bulbs, Fernsehfilm)
- 2011: Bag of Bones  (Stephen King’s Bag of Bones)
- 2011: 50/50 – Freunde fürs (Über)Leben (50/50)
- 2012–2013: Falling Skies (Fernsehserie, 7 Folgen)
- 2012–2013: Delete (Miniserie, 2 Folgen)
- 2013: Delete – Das Cyber-Armageddon (Delete, Fernsehzweiteiler)
- 2013: Witches of East End (Fernsehserie, Folge 1x04)
- 2013–2016: Orphan Black (Fernsehserie, 10 Folgen)
- 2014: The Knick (Fernsehserie, 5 Folgen)
- 2014: Nachts im Museum: Das geheimnisvolle Grabmal (Night at the Museum: Secret of the Tomb)
- 2014–2015: The Quest – Die Serie (The Librarians, Fernsehserie, 5 Folgen)
- 2015: Olympus (Fernsehserie, 12 Folgen)
- 2016–2017: Timeless (Fernsehserie, 5 Folgen)
- 2018: Altered Carbon – Das Unsterblichkeitsprogramm (Altered Carbon, Fernsehserie, 2 Folgen)
- 2018: Die Wahrheit über den Fall Harry Quebert (The Truth About the Harry Quebert Affair, Fernsehserie, 10 Folgen)
- 2019–2020: The Order (Fernsehserie, 7 Folgen)
- 2019: Fear the Walking Dead (Fernsehserie)
- 2020: Perry Mason (Fernsehserie, 3 Folgen)

## Auszeichnungen
- 1987: CableACE Award in der Kategorie „Best Music Host“ für The Max Headroom Show (UK)
- 2000: Gemini Award in der Kategorie „Best Performance in a Children’s or Youth Program or Series“ für Mentors
- 2000: Gemini Award in der Kategorie „Best Performance in a Children’s or Youth Program or Series“ für Da Vinci’s Inquest (nominiert)
- 2010: Leo Award in der Kategorie „Best Lead Performance by a Male in a Feature Length Drama“ für Alice im Wunderland (nominiert)
- 2011: Leo Award in der Kategorie „Best Guest Performance by a Male in a Dramatic Series“ für Supernatural (nominiert)